# Єврейський університет
Євре́йський університе́т у Єрусали́мі (івр. הָאוּנִיבֶרְסִיטָה הָעִבְרִית בִּירוּשָׁלַיִם, Га-Універсі́та га-‘іврі́т б-Ірушала́їм  — найбільший і найвідоміший заклад вищої освіти Ізраїлю, провідний осередок науково-дослідної діяльності в багатьох галузях знань, розташований у столиці Ізраїлю місті Єрусалимі.

## Адреса, структура і спеціалізація

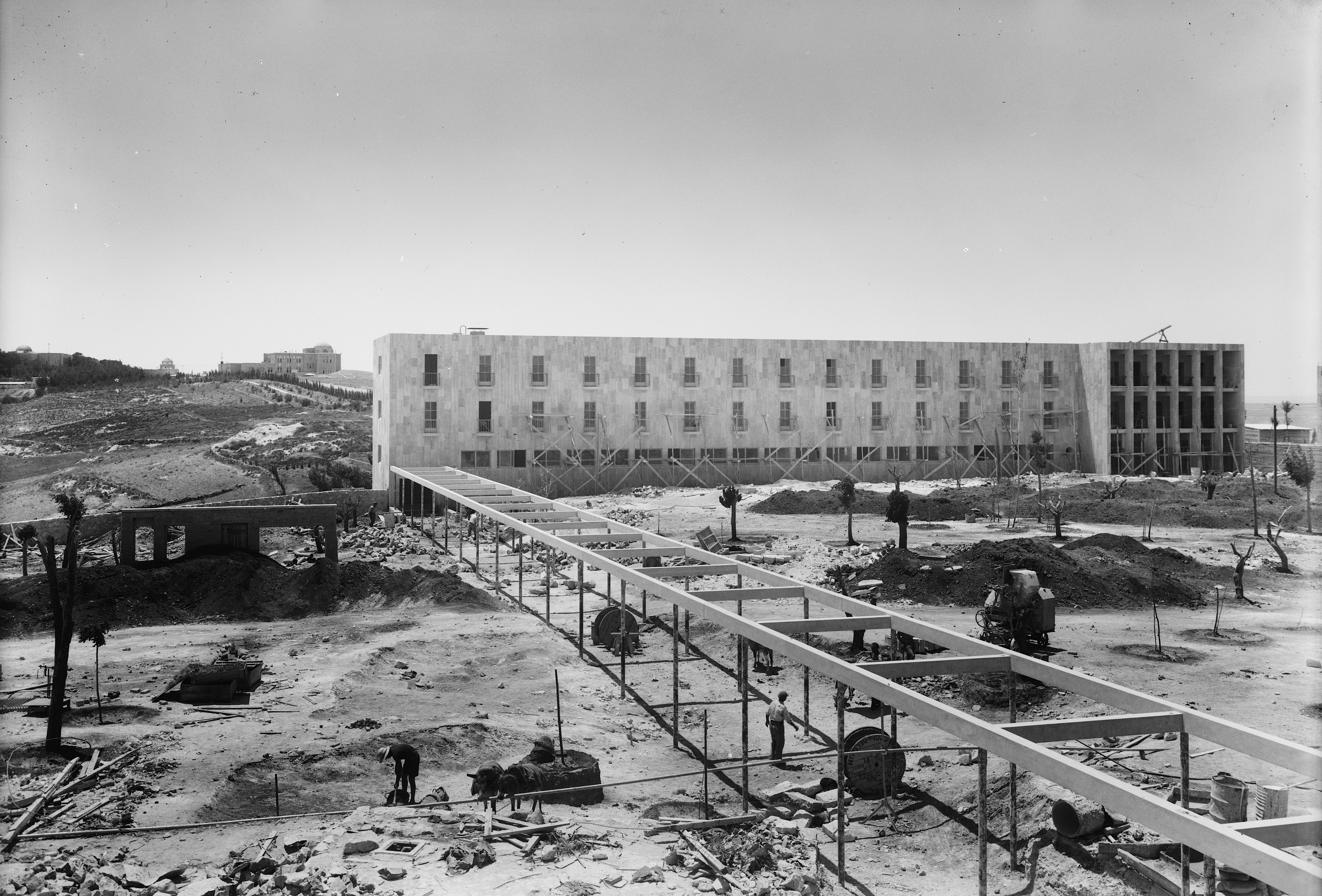
Медичний центр Гадасса, гора Скопус, 1934

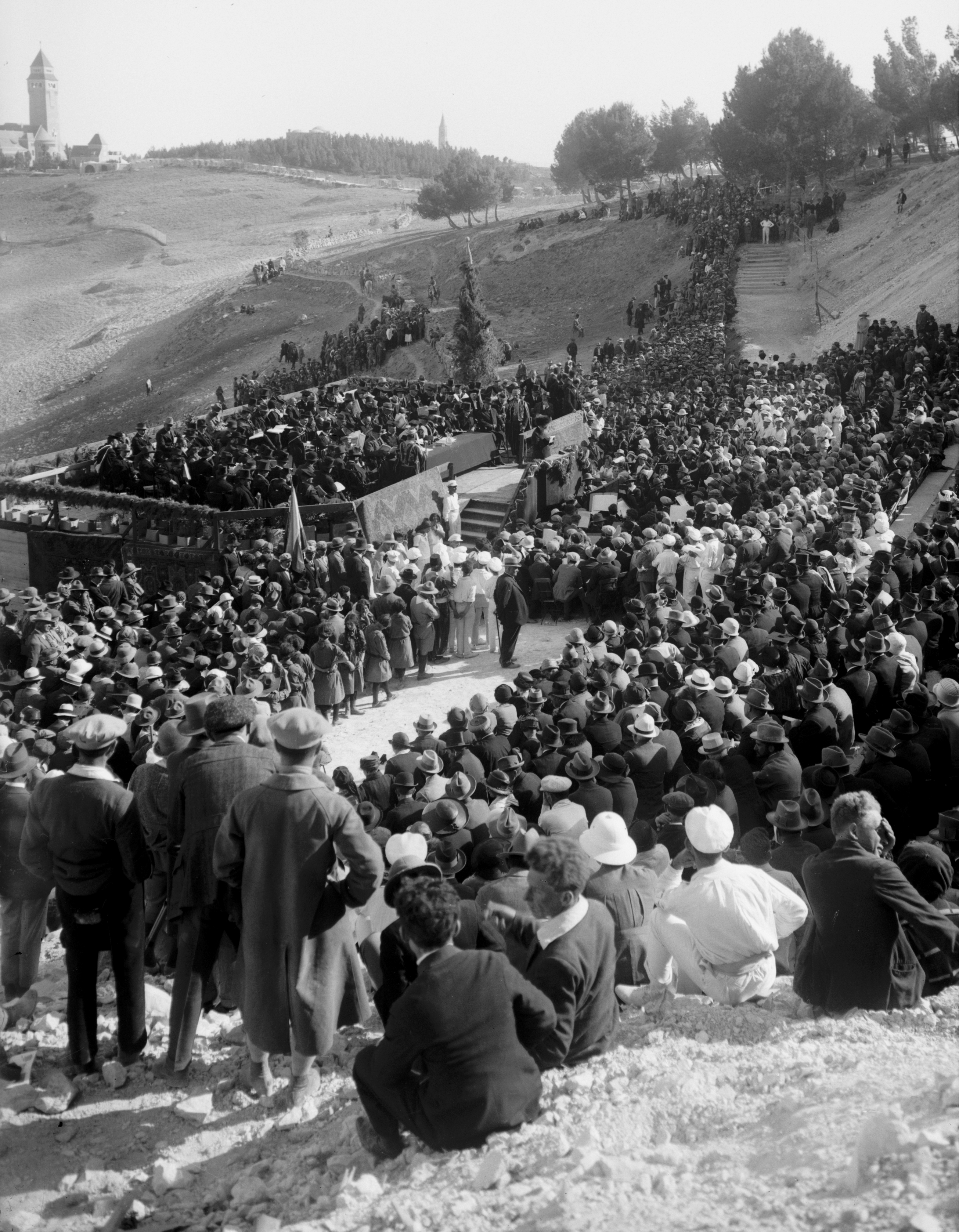
Церемонія відкриття на горі Скопус, 1925

Єврейський університет у Єрусалимі розташований за адресою Гар га-Цофім (гора Скопус), Єрусалим, 91905. Університет являє собою відособлене університетське містечко — поруч із центральним адмінкорпусом містяться будівлі факультетів і кампуси студентів.
У Єврейському університеті навчаються понад 20 тис. студентів (21 тис. за даними на 1999 рік; 23 тис. за даними на 2003 рік). Викладання здійснюється переважно мовою іврит, також англійською, арабською мовами.
У складі Єврейського університету в Єрусалимі 7 факультетів (на 2001 рік), у тому числі:
- суспільних наук;
- гуманітарний;
- природничих наук;
- юридичний;
- медичний;
- стоматологічний;
- економічний (сільського господарства).

Зараз у складі університету 4 кампуси — три з них (центральний на горі Скопус, Ейн-Керем та Гіват-Рам) містяться в Єрусалимі і один у м. Реховот. До реховотського кампусу входять факультет сільського господарства (засн. 1942 року) і Школа ветеринарії (засн. 1985 року).
Також у структурі Університету діють школи-факультети: педагогіки, бібліотечно-архівної справи, прикладних наук, ветеринарії, фармакології, трудотерапії тощо.
У складі Університету діють понад два десятки бібліотек, в тому числі Національна і університетська бібліотека Ізраїлю (The Jewish National and University Library, заснована 1892 року), що є центральною і найбільшою вузівською книгозбірнею в країні та одним з найбільших і впливових зібрань книг і рукописів у світі в цілому.
Університет володіє солідною матеріально-технічною базою (лабораторії та прикладні центри, устатковані сучасним обладнанням).
Університет є значним світовим осередком проведення як теоретичних, так і прикладних досліджень, зокрема, в галузі імунології, онкології, молекулярної медицини, у сфері дослідження енергетики тощо. В галузі гуманітарних студій Єврейський університет у Єрусалимі відомий своїми працями з юдаїстики, арабістики, вивчення івриту, історії євреїв та Святої землі, дослідження Голокосту тощо.
Єврейський університет у Єрусалимі є центром релігійного і світського культурного життя.

## Історія заснування і становлення

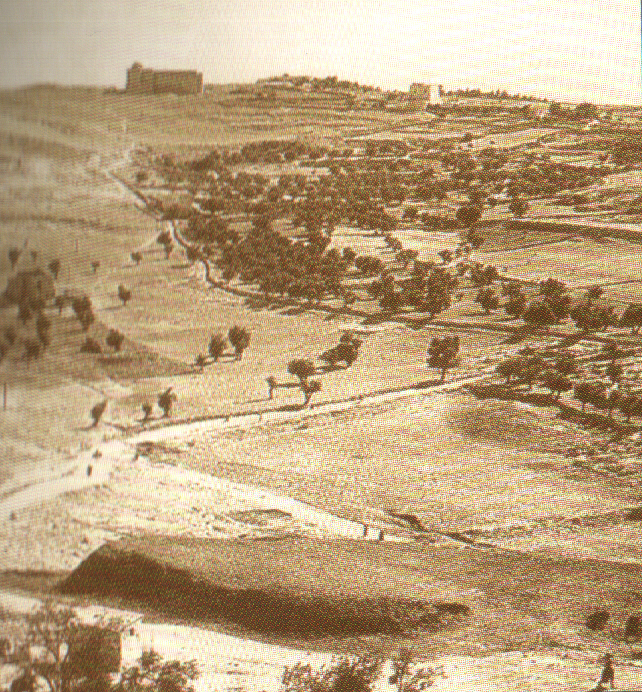
Єврейський університет, 1930-ті рр. — гора Скопус

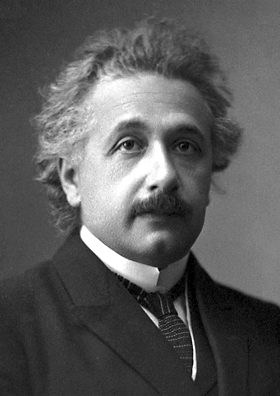
Альберт Ейнштейн, лауреат Нобелівської премії з фізики, один з фундаторів Єврейського університету в Єрусалимі, 1921

Єврейський університет у Єрусалимі є першим університетом у сучасному Ізраїлі і був заснований у 1925 році. Від часу заснування викладання ведеться мовою іврит.
Ідею створення університету обговорювали вже на конгресі Ховевей-Ціон у Катовиці, більш детально — на Всесвітньому сіоністському конгресі у Базелі (1897).
Перший камінь на будівництві Університету було закладено в 1918 році на горі Скопус за участі основних діячів світового сіонізму, представників британської адміністрації, членів арабської общини тощо.
Зведення кампусів завершено в 1925 році, а постійні студії розпочались у 1928 році.
За часів британського мандату в Палестині в університеті навчались лише на другий і третій ступені.
У 1939 році поряд з університетом було відкрито Лікарню Гадасса, що стала частиною проєкту з відкриття медичного факультету. До 1948 року Університет містився виключно на горі Скопус.
Після Арабо-ізраїльської війни 1948—1949 рр. будівля університету на горі Скопус виявилась ізраїльським анклавом всередині йорданської території, через що продовження студій було неможливе. Університетські факультети тимчасово розмістилися по окремих будівлях Єрусалиму, доки в 1953 році не розпочалося будівництво нового кампусу в Гіват-Рамі.
У 1961 році наново відкрилися Лікарня Гадасса і медичний факультет у новому кампусі Ейн Керем.
Після Шестиденної війни у 1967 році студії у корпусах на горі Скопус поновилися, й більшість факультетів було переведено назад. На початку 1967 року кількість студентів Університету склала 12,5 тис. осіб, що навчалися у двох кампусах у Єрусалимі та сільськогосподарському факультеті в Реховоті.
У 1981 році було закінчено зведення Центрального кампусу Університету на горі Скопус.
З Єврейським університетом у Єрусалимі пов'язаний трагічний інцидент, що стався 31 липня 2002 року, коли робітник-палестинець підірвав бомбу в натовпі в їдальні корпусу Френка Сінатри, у результаті чого 9 студентів загинули і чимало зазнали поранень, у тому числі громадяни іноземних держав. Теракт, провину за який поклали на ХАМАС, засудили провідні політики і громадські діячі світу, в тому числі тодішні Генеральний секретар ООН Кофі Аннан і президент США Джордж Буш.
Єврейським університетом у Єрусалимі за правом пишається Ізраїль та євреї світу в цілому.

## Засновники й славетні випускники
Серед засновників і перших викладачів були вчені світового рівня з єврейським корінням: Альберт Ейнштейн, Зигмунд Фрейд, Мартин Бубер тощо. А. Ейнштейн навіть передав Університету всі права на використання свого імені. За його заповітом усі особисті папери та архів ученого (понад 55 тис. документів) залишилися при Університеті.
У 2004 році відразу три випускники Університету стали лавреатами Нобелівської премії — Давид Гросс (David Gross) в галузі фізики, Аарон Чехановер та Авраам Гершко в області хімії.
Іншими знаменитими випускниками Університету є представники політичної еліти країни, зокрема, більшість президентів і прем'єрів Держави Ізраїль, чимало членів кнесету (Егуд Барак, Арієль Шарон, Егуд Ольмерт, Моше Кацав); представники бізнес-кіл, інтелігенції та мас-культури світу, зокрема сучасний ізраїльський письменник Амос Оз, голлівудська акторка Наталі Портман тощо.

## Галерея

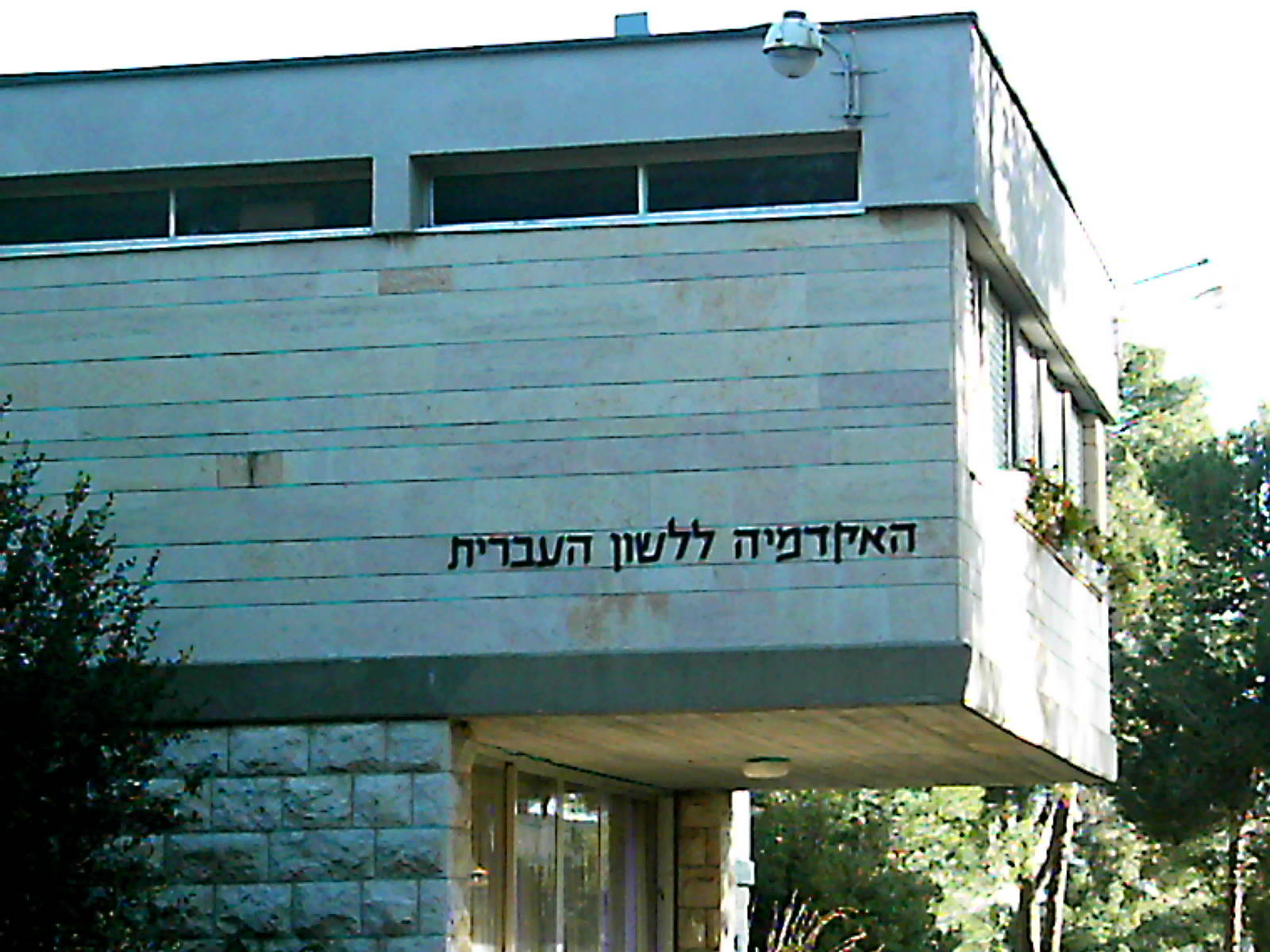
Академія мови іврит — Гіват-Рам
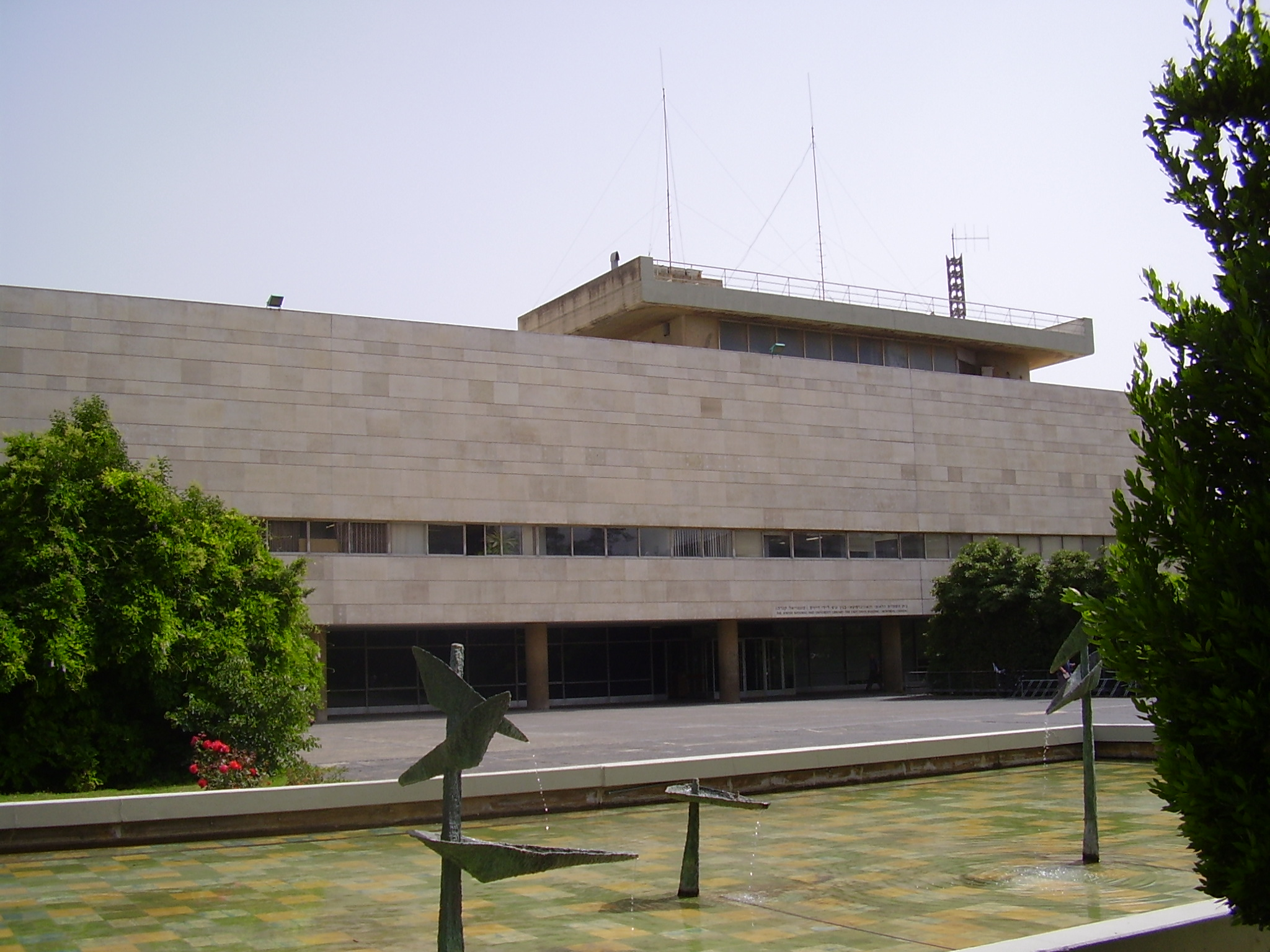
Національна бібліотека Ізраїлю — Гіват-Рам
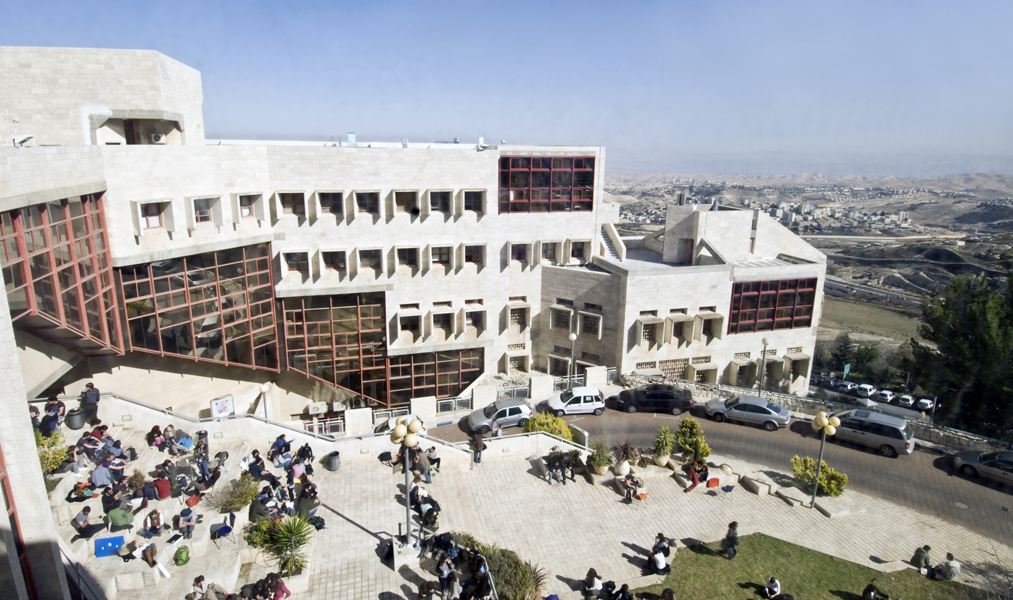
Академія мистецтв і дизайну «Бецалель»
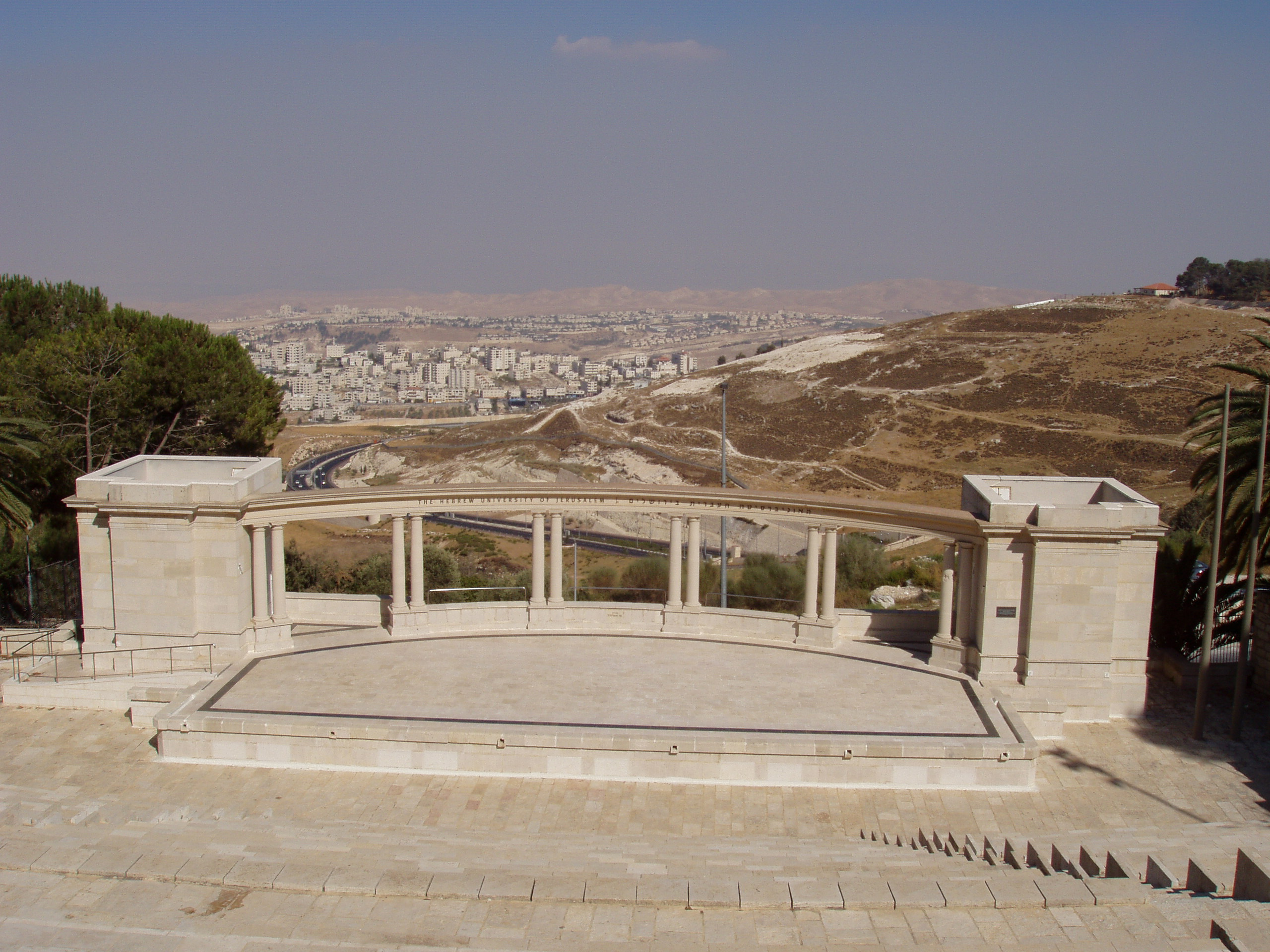
У театрі на горі Скопус
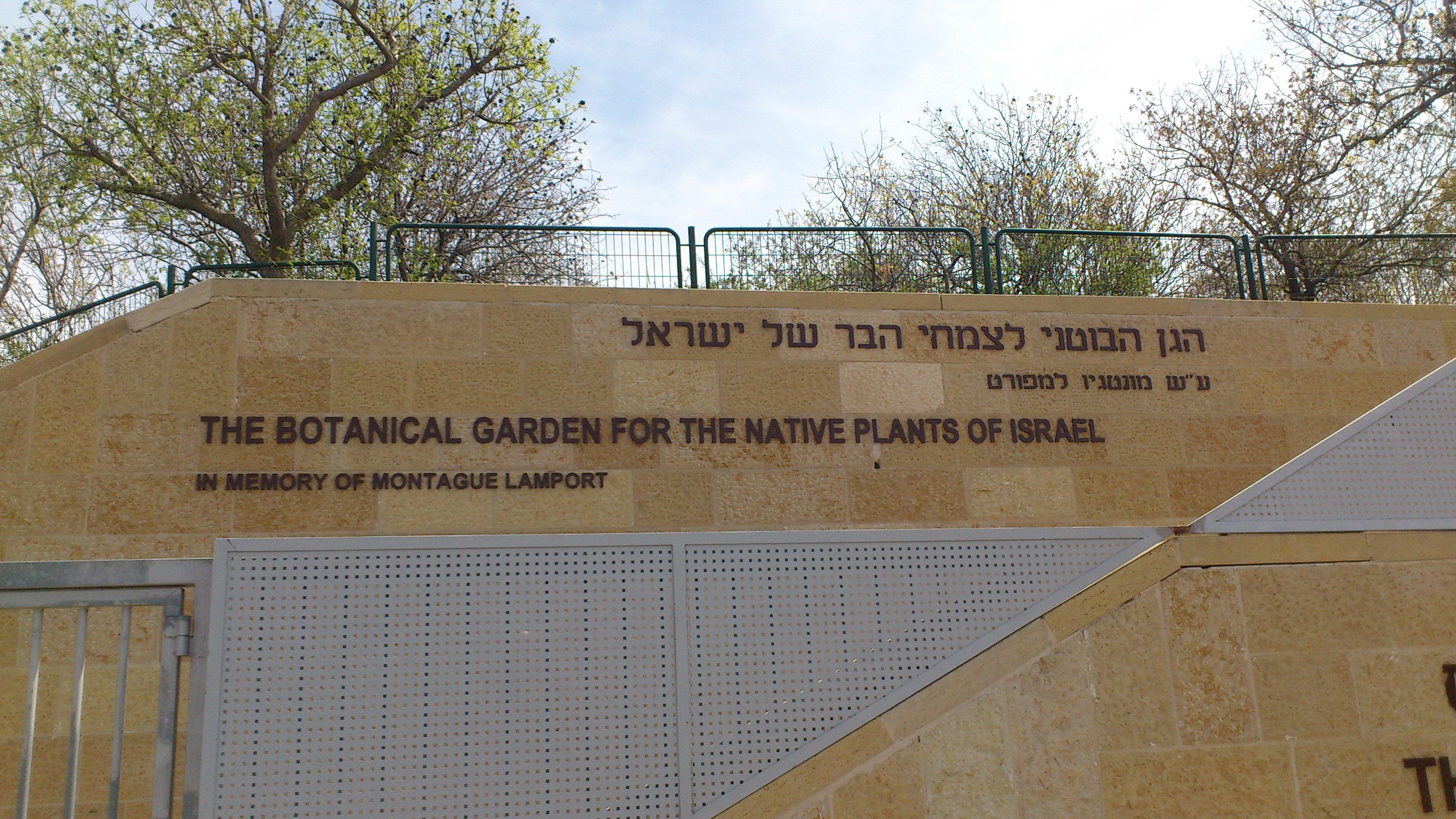
Ізраїльський Національний ботанічний сад
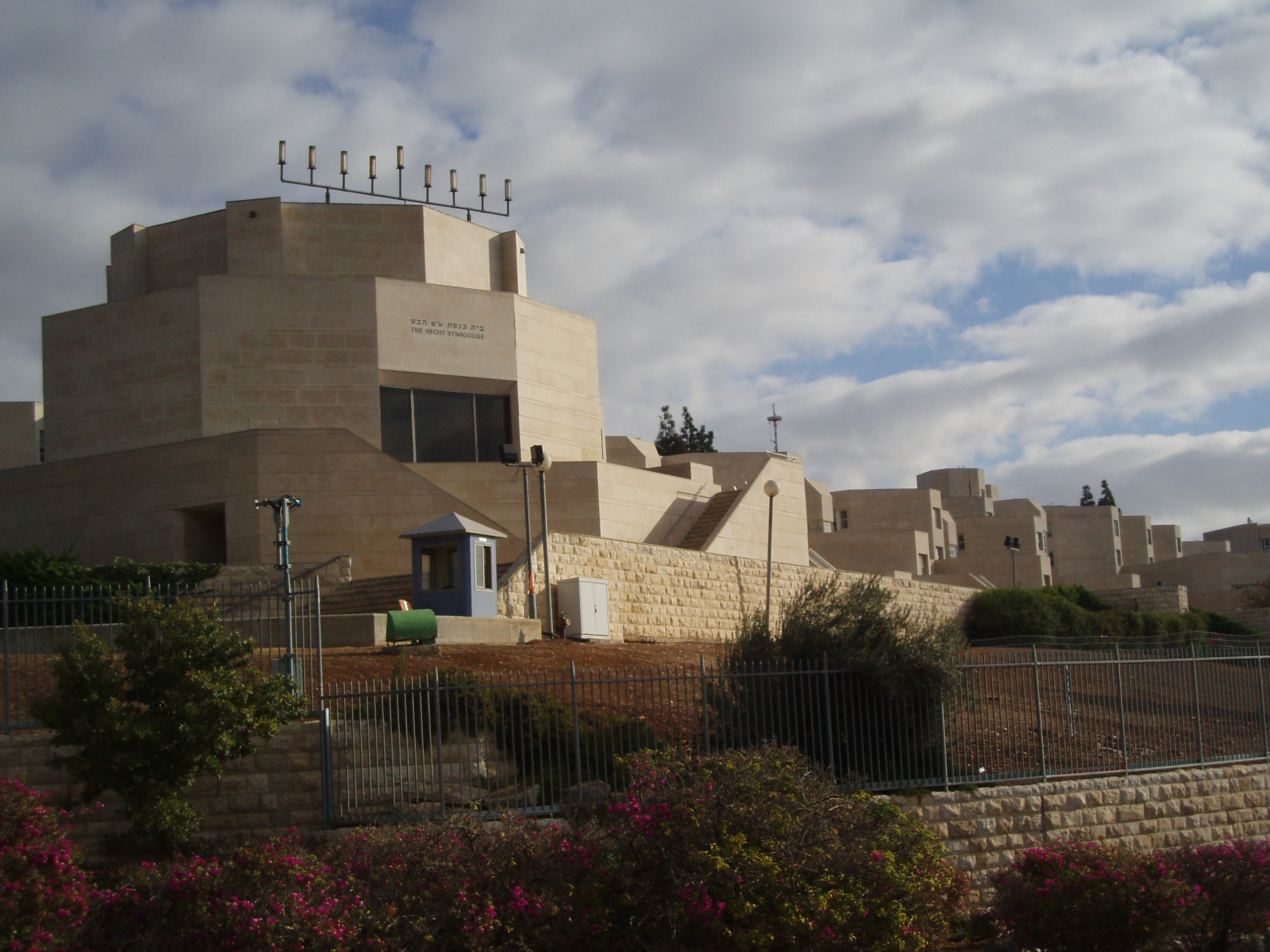
Центральний корпус Єврейського університету на горі Скопус, Єрусалим, Ізраїль, 2008
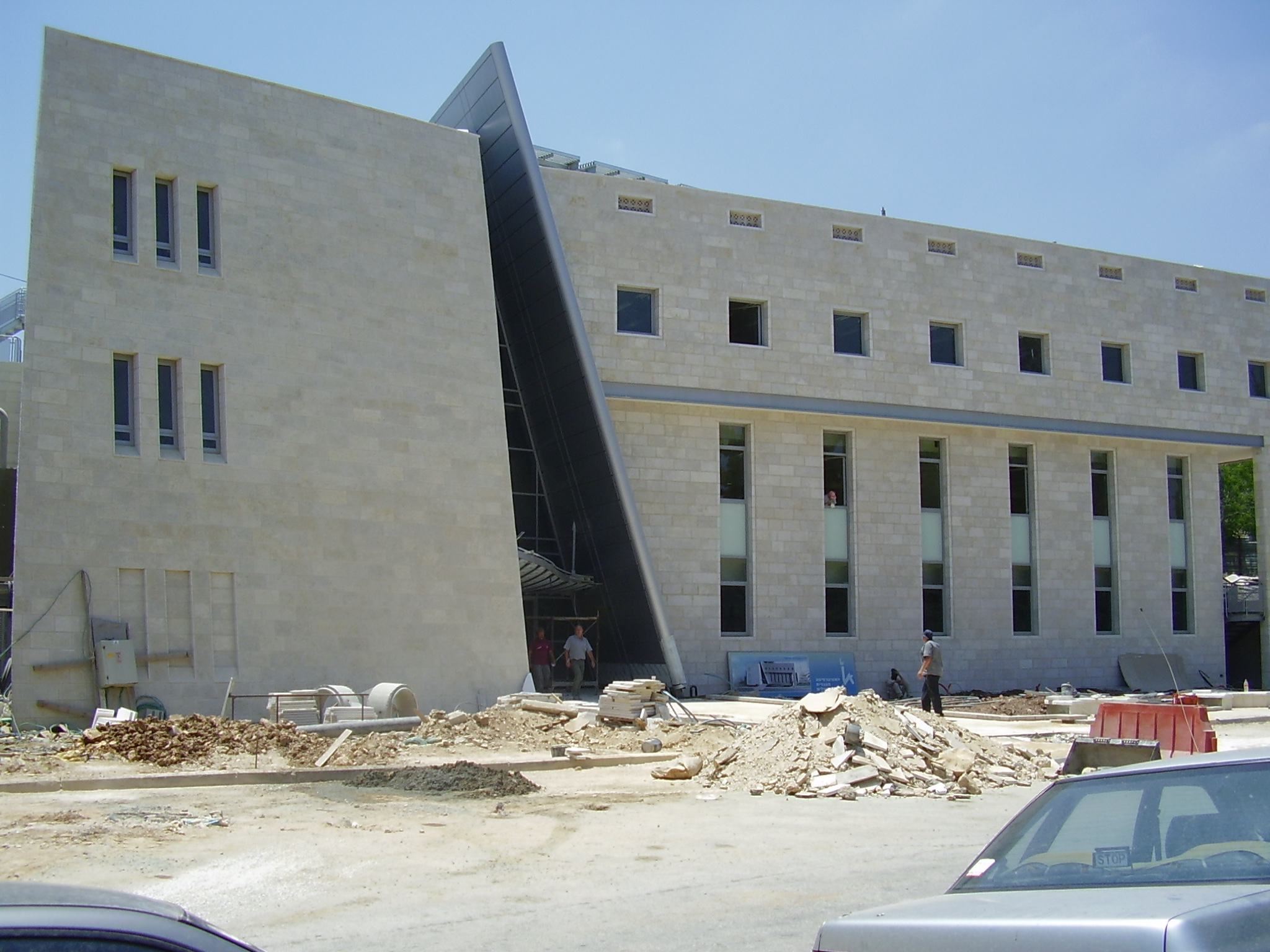
Будівництво нових навчальних лабораторій на території кампусу Гіват-Рам, червень 2005 року
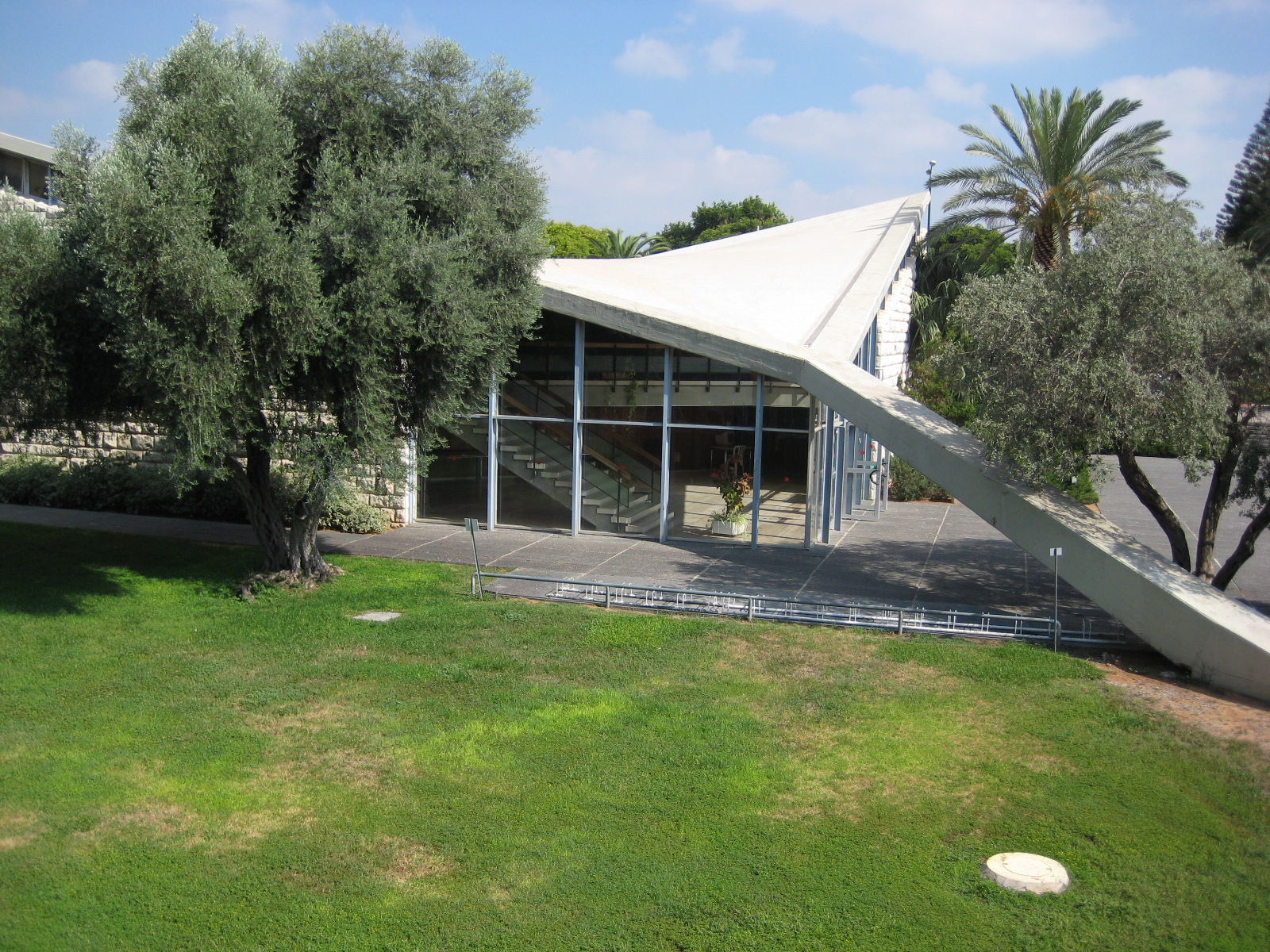
Будинок аудиторії кампусу в Рехоботі